# Лезнівецьке урочище

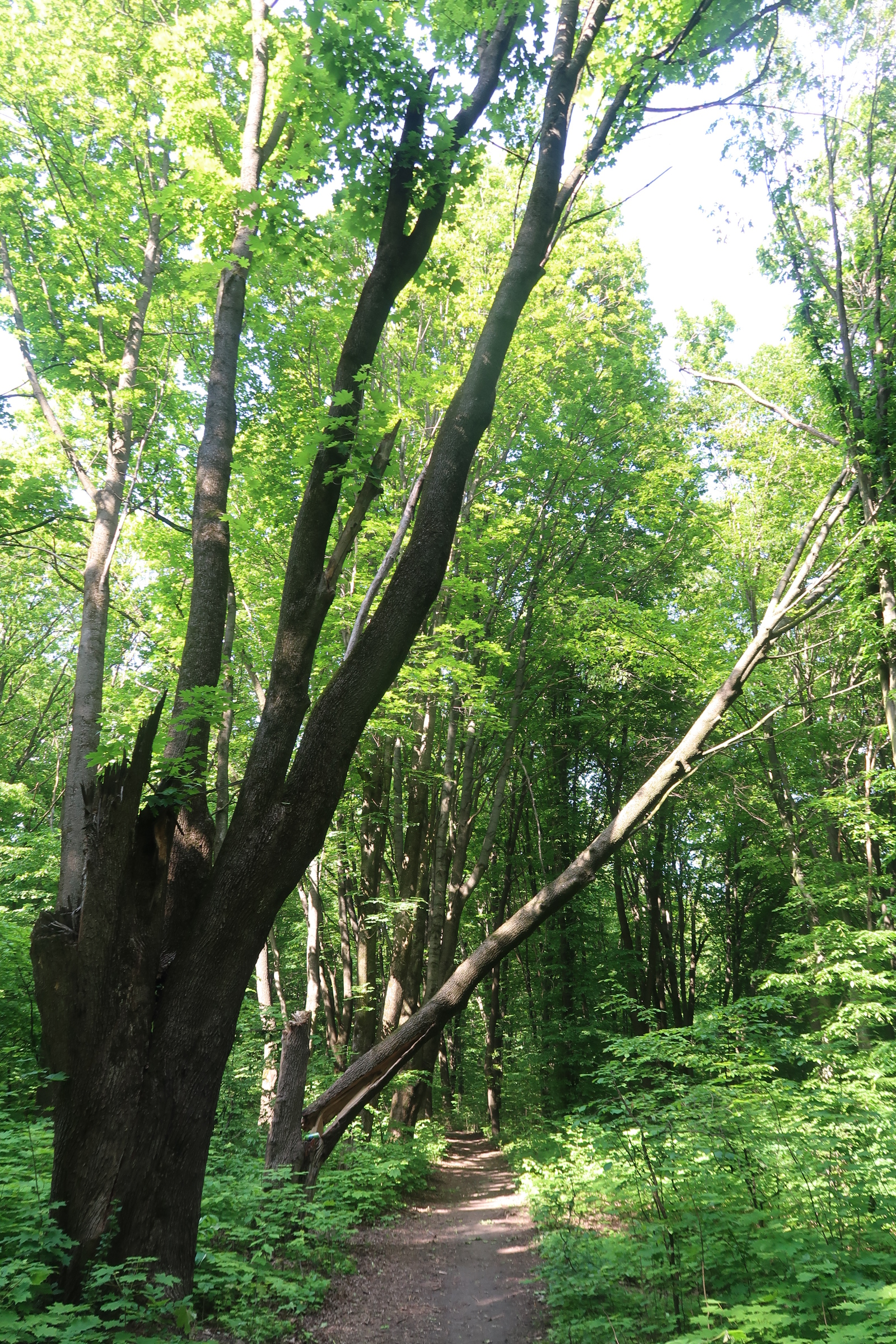
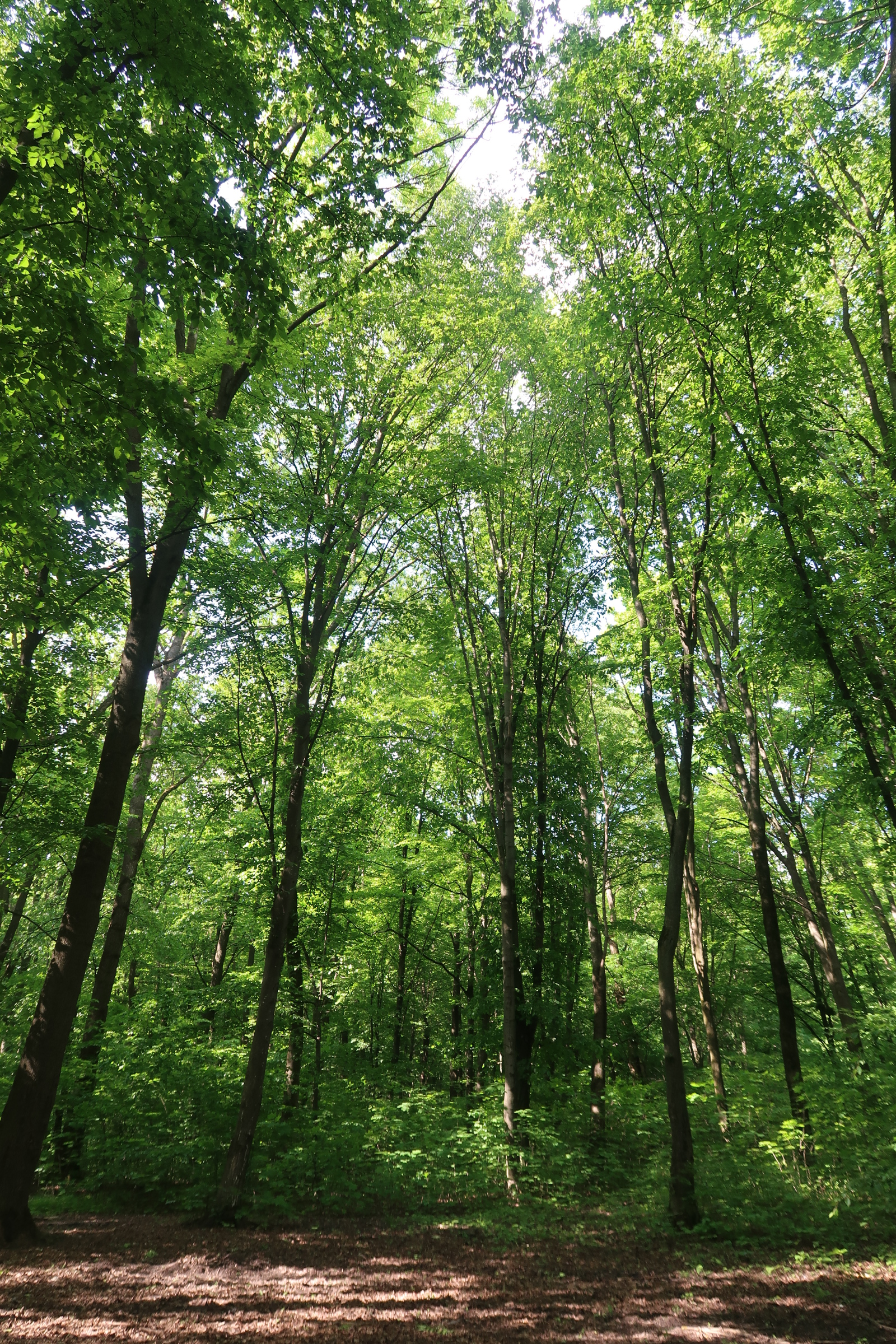
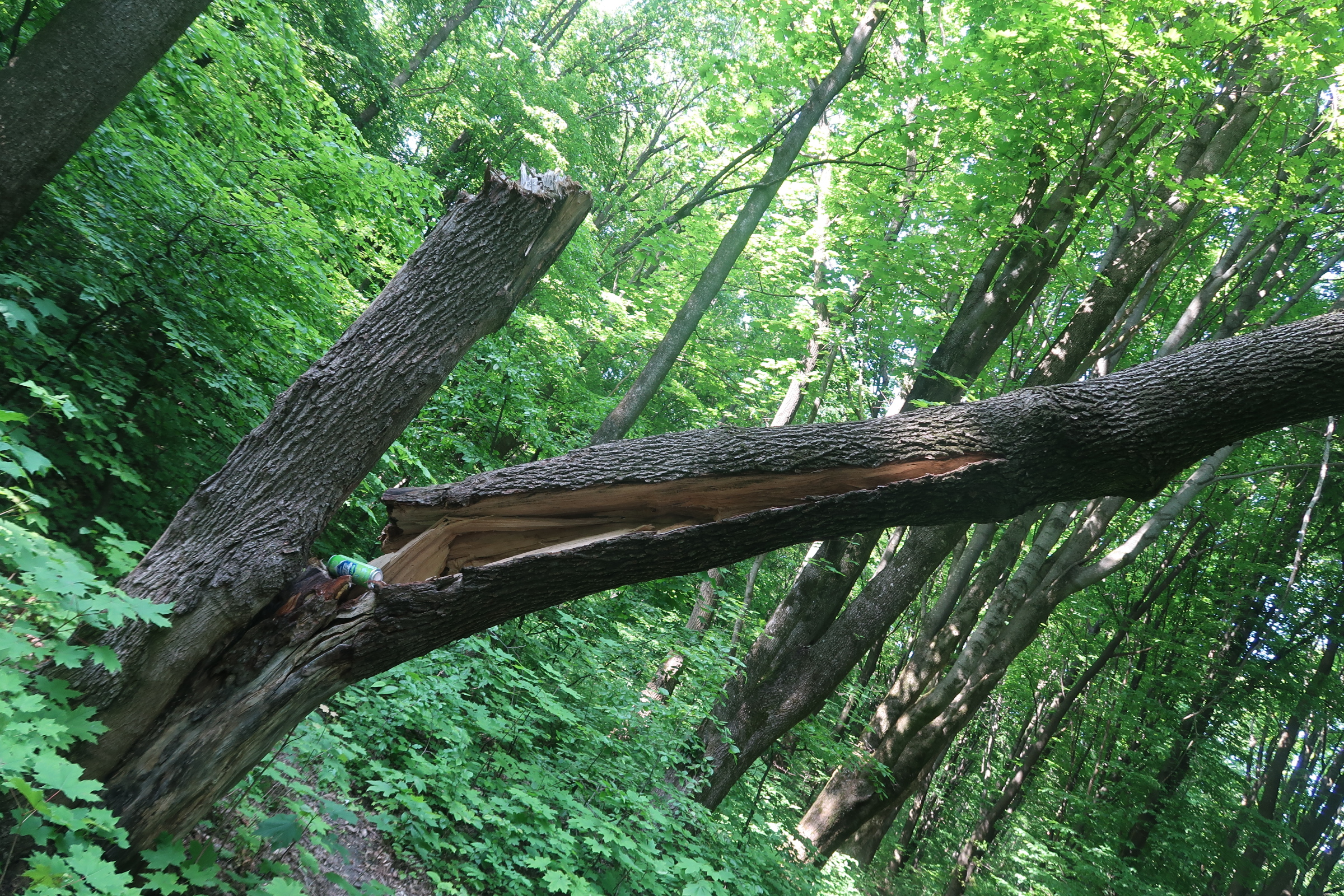
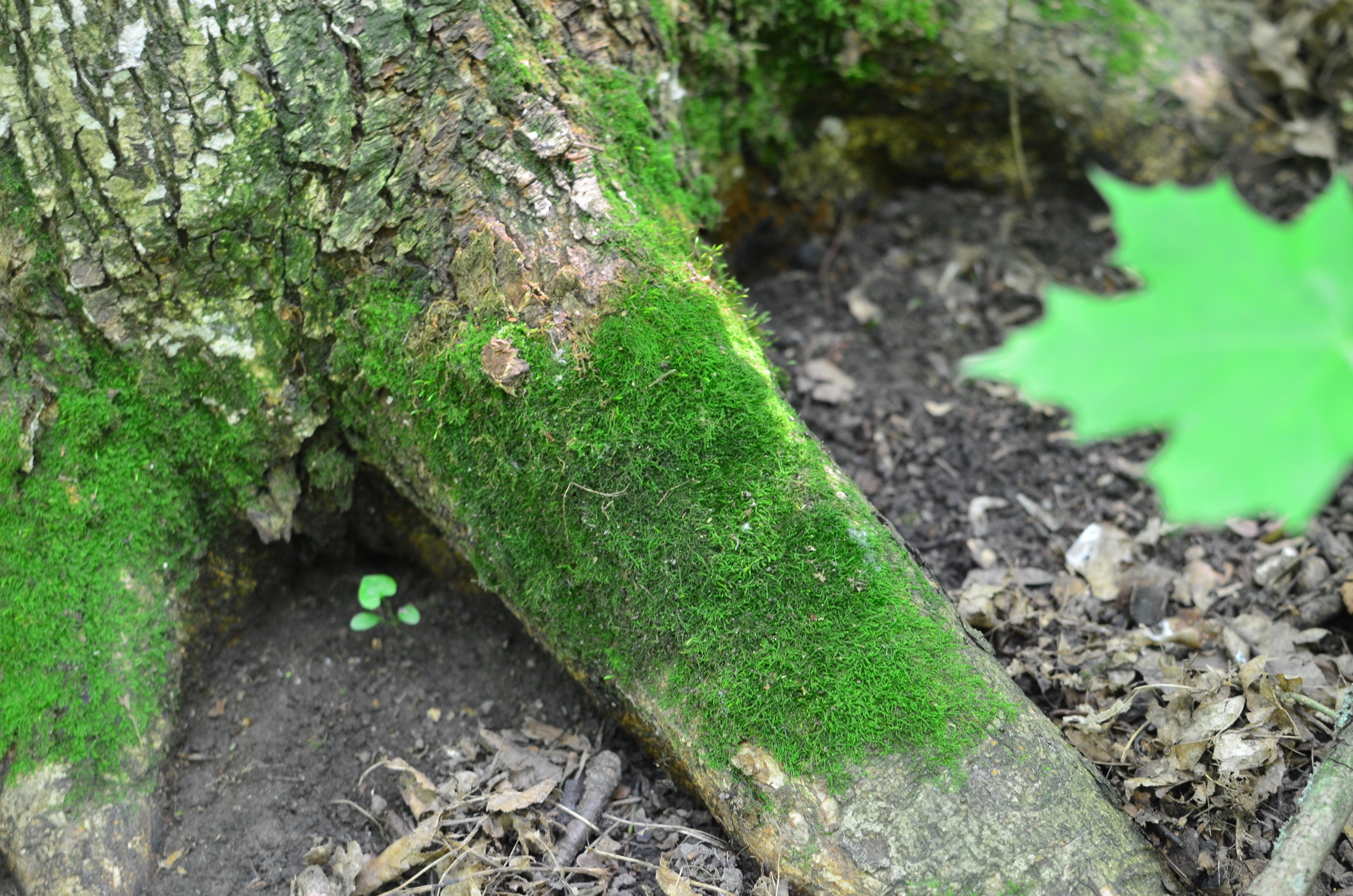
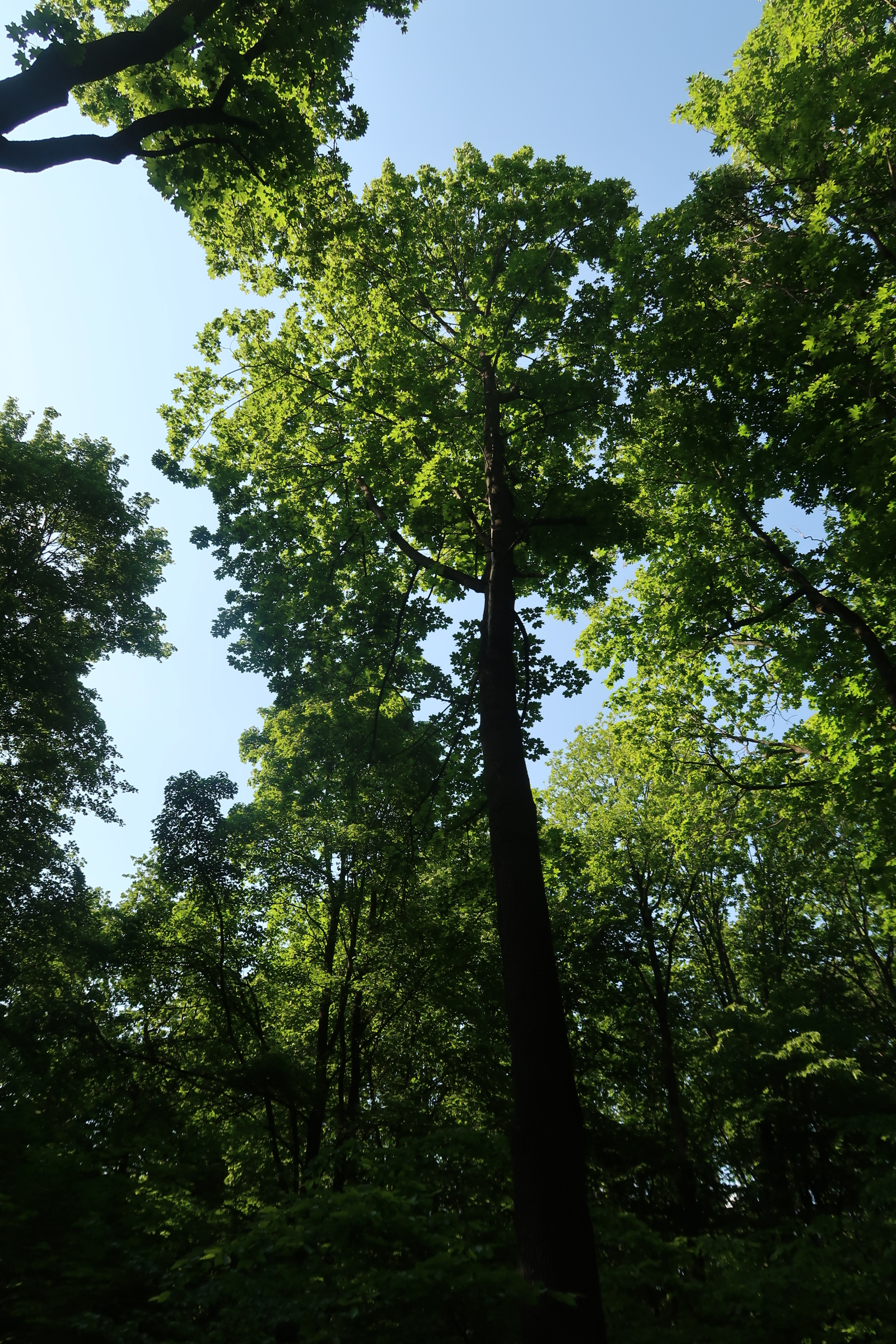
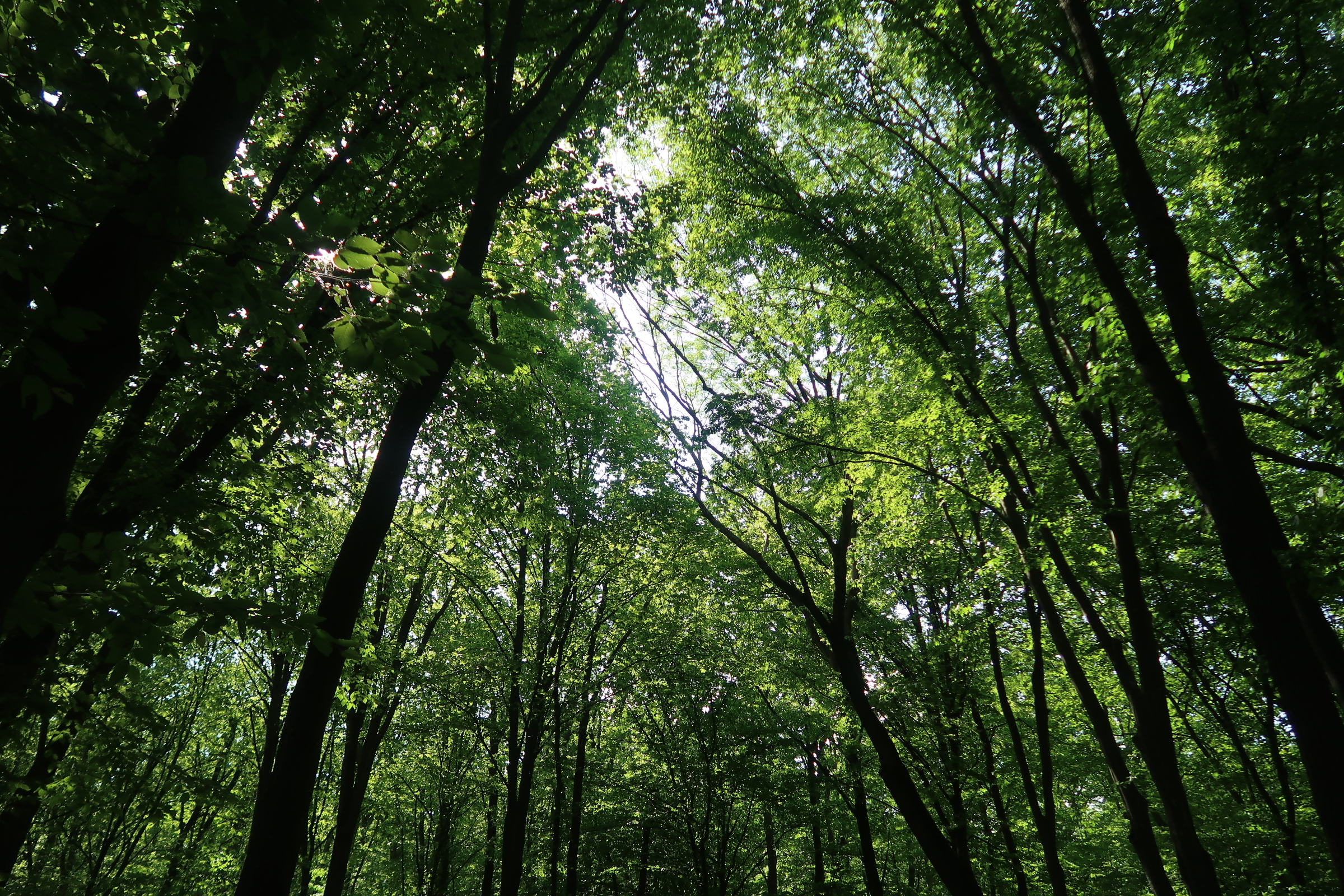
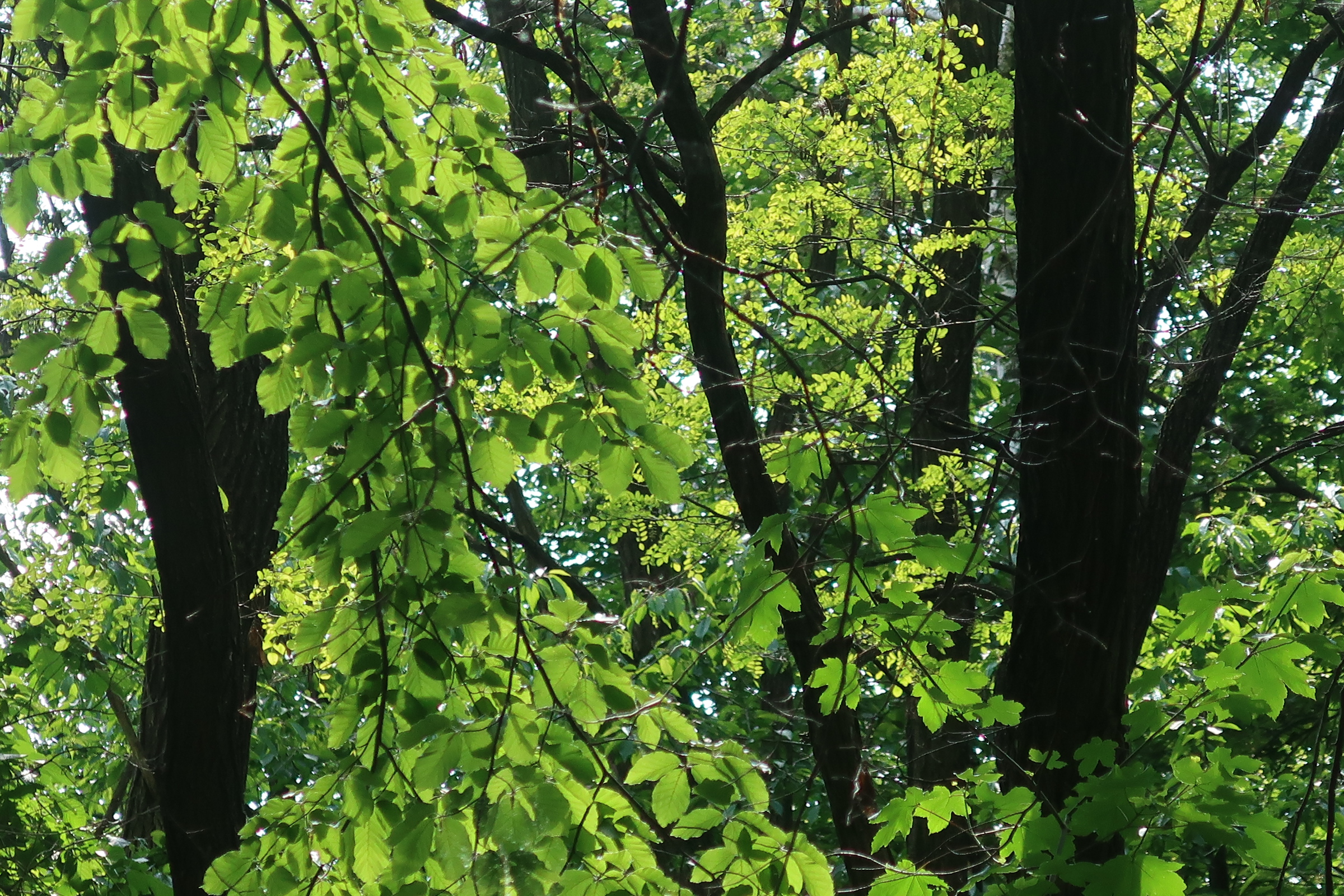
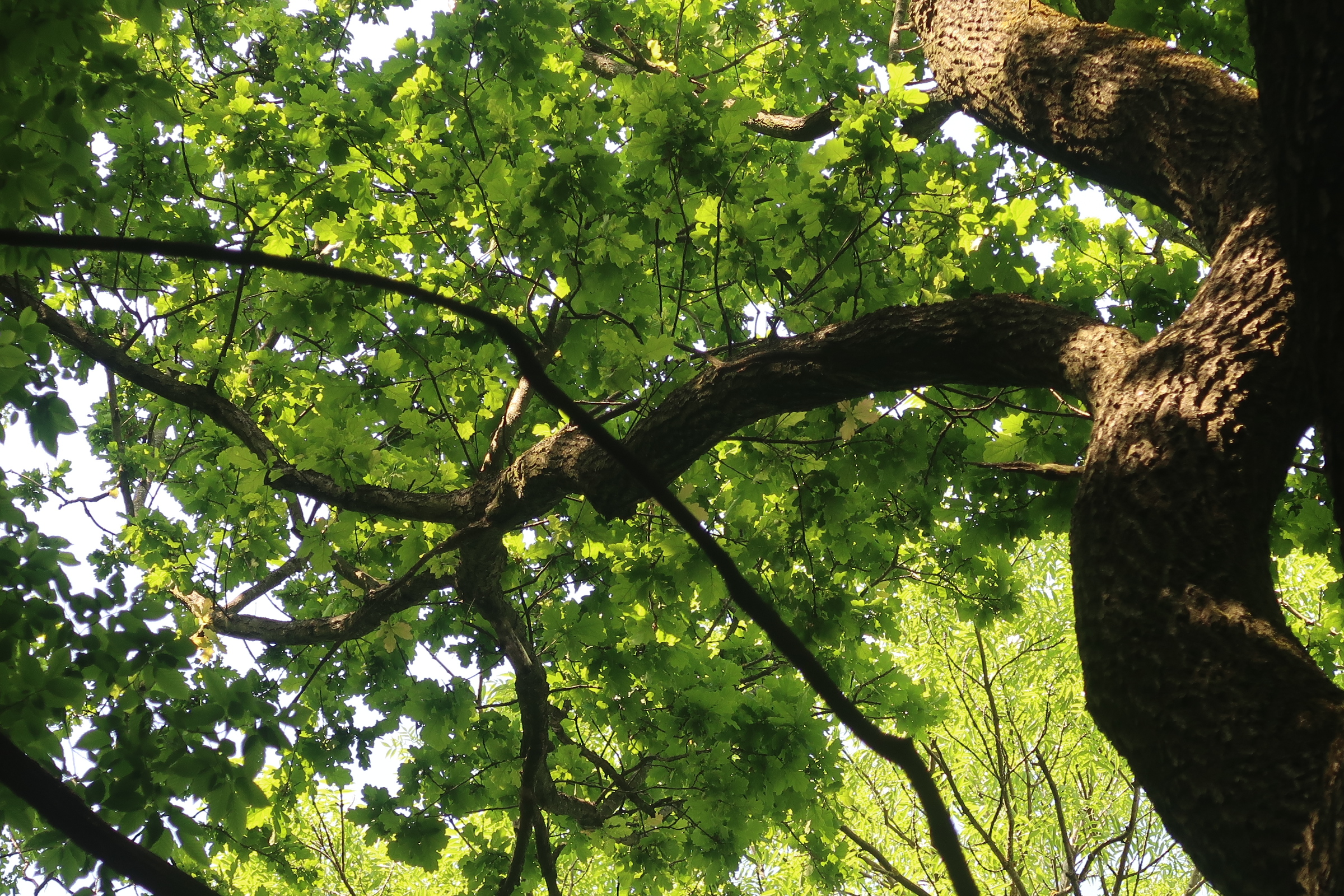

Лезніве́цьке — лісове заповідне урочище в Україні. Розташоване в межах Хмельницького району Хмельницької області, біля північно-східної околиці міста Хмельницький. 
Площа 114 га. Створено, як парк-пам'ятка садово-паркового мистецтва рішенням облвиконкому від 17.07.1977 року, перезаповідано зі зміною категорії рішенням 11 сесії облради від 30.03.2004 року № 22-11/2004. Перебуває у віданні ДП «Хмельницьке лісомисливське господарство» (Хмельницьке л-во, кв. 37). 
Статус присвоєно для збереження лісового масиву з цінними насадженнями граба і в'яза.
На території Лезнівецького урочища зростають дуб звичайний і ясен, клен польовий, клен гостролистий, вишня пташина, бруслина бородавчаста, ліщина, глід одно маточковий, бузина чорна, черемха чорна, свидина кров’яна, жостір, зеленчук жовтий, яглиця звичайна, зірочник ланцетовидний, ряст ущільнений, пшінка весняна, анемона дібровна, анемона жовтецева, бруслина європейська, зірочки жовті, медунка темна, купина широколиста, купина багатоквіткова, фіалка Рейхенбаха.  Є на території урочища лілія лісова, гніздівка звичайна, грястиця збірна, підмаренник чіпкий, глуха кропива плямиста.